# Isotermia
La isotermia es un fenómeno que se da en las latitudes ecuatoriales. La característica definitoria de la isotermia es que la variación térmica de las temperaturas medias de todos los meses del año no supera los 3 °C. A veces se le suele denominar "la eterna primavera" si tiende a ser cálido, o "eterno otoño", si es más templado. Se trata de una homogeneidad térmica, ya que por ejemplo, en la selva ecuatorial las temperaturas mensuales se mantienen en torno a los 26 °C y las variaciones máximas que se producen son solamente de 1° a 3 °C, lo que permite hablar de una verdadera isotermia.
De acuerdo con la clasificación climática de Köppen, se puede considerar isotermia hasta 5 °C de diferencia entre el mes más cálido con el más frío y se indica con una letra i final, para diferenciarlos de otros climas similares pero en la zona templada. Un ejemplo son los climas templados de montaña de la zona intertropical como Cfbi (templado lluvioso de montaña), Csbi (ecuatorial de montaña). Si no hay isotermia y la oscilación térmica anual es grande, se puede indicar con una e'.